# Mathilde Thomas-Soyer
Pour les articles homonymes, voir Mathilde Thomas et Thomas.
Mathilde Thomas-Soyer, née Pauline Marie Mathilde Thomas le 19 août 1858 à Troyes (Aube) et morte le 20 juillet 1940 à Brinon-sur-Sauldre (Cher) est une sculptrice animalière française.

## Biographie
Née à Troyes (Aube)  le 19 août 1858, elle est la fille du magistrat Guillaume Victor Alexis Thomas (1829-1883) et de Claire Bonne Louvet (1834-1915). 
Pendant une partie de chasse dans la propriété familiale solognotte appelée Sainte-Claire, alors qu'elle est enfant, son père tue un premier faisan, puis un second qui vole très haut et tombe dans d'épais fourrés. Il la laisse seule quelques minutes assise au bord d'un fossé argileux. Faute de chien, les recherches se prolongent. Quand il revient, il trouve sa fille en train d'achever une sculpture en terre glaise, qui représente le faisan qui gisait déjà à côté d'elle. Il est frappé par la qualité de ce travail, et lui fait donner des cours de dessin et de sculpture qui révéleront bientôt un talent exceptionnel.[réf. nécessaire]
Mathilde Thomas-Soyer étudie la sculpture auprès d'Auguste Cain et d'Henri Chapu. Spécialisée en sujets animaliers, avec une prédilection pour les représentations de chiens, elle expose très régulièrement au Salon de Paris à partir de 1878. La première sculpture qu'elle y présente est un groupe en plâtre intitulé Vache veillant sur son veau (1878).
Elle expose tous les ans au Salon entre 1878 et 1883, et continue à y présenter très régulièrement des œuvres jusqu'en 1914. La plupart de ses envois sont des groupes en plâtre, comme Vache terrassant un loup qui vient d'égorger son veau (1879), En vedette (1883) ou Au chenil (1886). Toutefois, elle présente parfois également des tirages en bronze, comme en 1891 avec Le Guet, étude de chat. Un certain nombre de ses plâtres furent édités en bronze par la fonderie parisienne Thiébaut Frères. 
Elle épouse en 1888 le docteur Marie Charles Napoléon Soyer (1853-1935).
Plusieurs de ces œuvres ont été achetées par l’État, et elle est représentée dans les collections des musées de Nantes, Troyes, Marseille, Nevers et Orléans.

## Œuvres principales
- Cheval russe attaqué par les loups, 1880[réf. nécessaire]
- Chiens perdus ou Lévriers russes, 1881[réf. nécessaire]
- Chasseurs et braconnier[réf. nécessaire]
- À bout de force. Étude d'âne (Exposition universelle de 1889)
- Combat de chiens, 1891, département des Arts graphiques du musée du Louvre, Paris
- Vache et veau, musée municipal Frédéric Blandin, Nevers
- Cerf et limier, musée des beaux-arts de Troyes
- "En vedette", groupe plâtre, Salon de 1884, musée des beaux-arts de Troyes
- Cerf poursuivi par un lévrier, groupe plâtre, Salon de 1887, musée des beaux-arts de Troyes
- Combat de chiens,  musée des beaux-arts de Troyes
- Sanglier et ses petits, musée des beaux-arts d'Orléans
- Renarde et ses petits, musée des beaux-arts d'Orléans
- Second prix au concours pour une statue d'Etienne Marcel, place Hôtel de Ville Paris.